# Lepidagathis tenuis
Lepidagathis tenuis är en akantusväxtart som beskrevs av C. B. Cl.. Lepidagathis tenuis ingår i släktet Lepidagathis och familjen akantusväxter. Inga underarter finns listade i Catalogue of Life.